# Mandelbachtal
Mandelbachtal település Németországban, azon belül Saar-vidék tartományban. Lakosainak száma 10 543 fő (2023. december 31.). Mandelbachtal St. Ingbert és Blieskastel községekkel határos.

## Népesség
A település népességének változása:
| Lakosok száma | 11 387 | 10 978 | 10 620 | 10 510 | 10 458 | 10 566 | 10 543 |
|               | 1975   | 2014   | 2017   | 2019   | 2021   | 2022   | 2023   |